# 회장석

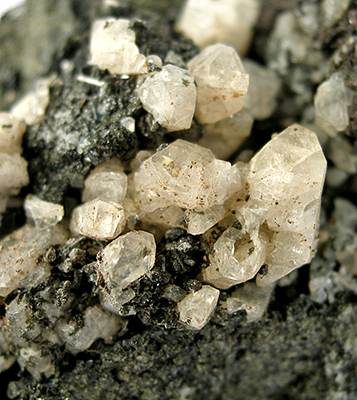

회장석(灰長石, Anorthite, 아노타이트) 또는 회장암은 사장석 장석 광물 계열의 칼슘 내성분이다. 순수 회장석의 화학식은 CaAl2Si2O8이다. 회장석은 고철질 화성암에서 발견된다. 회장석은 지구에서는 드물지만 달에는 풍부하다.

## 광물학
회장석은 사장석 고용체 시리즈의 칼슘이 풍부한 내성분이며 다른 내성분는 조장석(NaAlSi3O8)이다. 회장석은 또한 회장석 내성분의 90분자% 이상을 갖는 사장석 조성물을 지칭한다. 표준 압력에서 회장석은 1,553 °C(2,827 °F)에서 녹는다.

## 같이 보기
- 광물 목록
- 하동-산청 회장암체